# Cacciucco

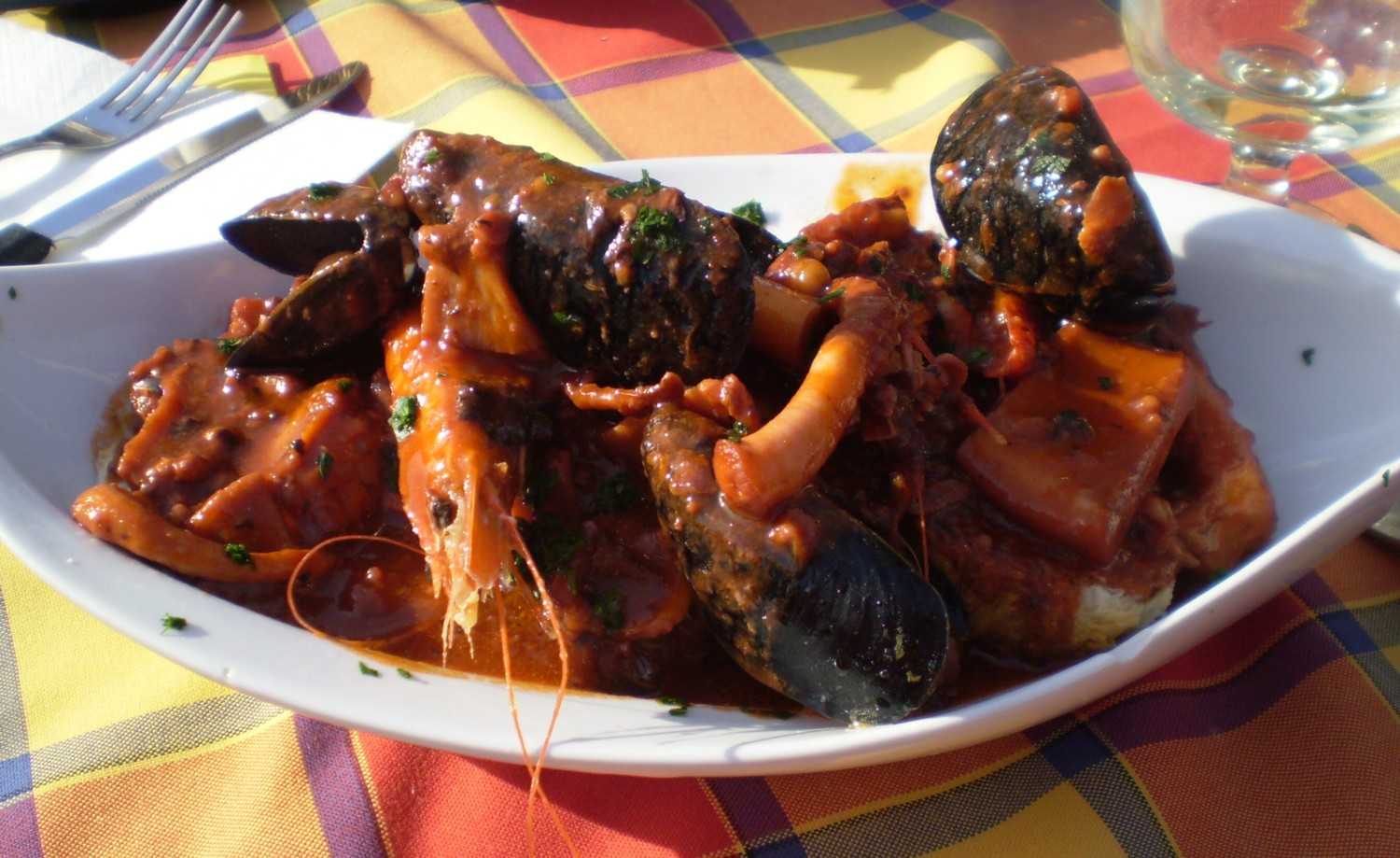
Cacciucco

Cacciucco is een Livoornse specialiteit. Het is een visgerecht met tomaat op basis van bijvangst die de vroegere vissers zonde vonden om terug te gooien. Het gerecht is vaak op basis van kleinere vissoorten, zeevruchten en schelpdieren gemaakt. Immers, toentertijd werd alles benut wat gevangen werd. Het is geen vissoep, maar wel wordt visvocht (met olijfolie, knoflook, peterselie en verse pepers) gebruikt om het gerecht te benatten en extra aroma te geven.
Cacciucco wordt gemaakt van verschillende zeedieren zoals inktvis, zeekat, zeeduivel, schelpdieren, kreeft, garnalen et cetera. Het gerecht wordt afgemaakt met knoflook, verse peper en peterselie. In oorsprong werd ook Florentijnse salie gebruikt. Cacciucco wordt altijd geserveerd met typisch Toscaans ongezouten geroosterd brood.
Een robuuste rode wijn past het beste bij dit Italiaanse gerecht.